# Rue Lesage (Paris)
Pour l’article homonyme, voir Rue Lesage.
La rue Lesage est une rue située dans le 20e arrondissement de Paris, en France.

## Origine du nom
Elle porte le nom du romancier et auteur dramatique Alain-René Lesage (1668-1747) en raison du voisinage du théâtre de Belleville.

## Historique
Cette rue a été ouverte sur le territoire de l'ancienne commune de Belleville en 1828 entre les actuelles rues de Tourtille et Julien-Lacroix sous le nom de « rue du Théâtre » en raison de la proximité théâtre de Belleville.
Classée dans la voirie parisienne en vertu du décret du 23 mai 1863, elle prend sa dénomination actuelle par un décret du 24 août 1864.